# Feigler (Familie)
Die Baugeschichte Preßburgs (heute Bratislava, Slowakei) im 18. und 19. Jahrhundert wurde von drei Generationen der Architekten-Familie Feigler entscheidend beeinflusst. An der architektonischen Gestaltung der Stadt Preßburg im 19. Jahrhundert hatte sie einen maßgebenden Anteil.

## Franz Feigler
Der Erste nennenswerte Vertreter der Familie war Franz Feigler. Er wurde als Sohn eines Steinmetzes im Jahre 1734 in Theben an der March geboren. Als junger Mann zog er bereits zur Zeit Maria Theresias nach Preßburg und absolvierte seine Lehre bei dem bekannten Preßburger Baumeister Franz Römisch. Es war die Zeit als die Kaiserin die Preßburger Stadtmauern niederreißen ließ, was einen ausgesprochenen Bauboom auslöste. Zwischen 1761 und 1766 wirkte er als Baupolier beim Umbau des Preßburger Schlosses mit. Im Februar 1784 heiratete Franz Feigler Elisabeth Kitl, die Tochter des Preßburger Bürgermeisters. Die Familie ließ sich am Preßburger Schlossberg nieder und aus dieser Ehe ging der Sohn Ignaz hervor, der später als Ignaz Feigler der Ältere in die Fußstapfen des Vaters trat.

## Ignaz Feigler der Ältere
Ignaz Feigler der Ältere (* 23. April 1791 in Preßburg, Königreich Ungarn; † 12. Februar 1847 ebd.)

### Lebenslauf

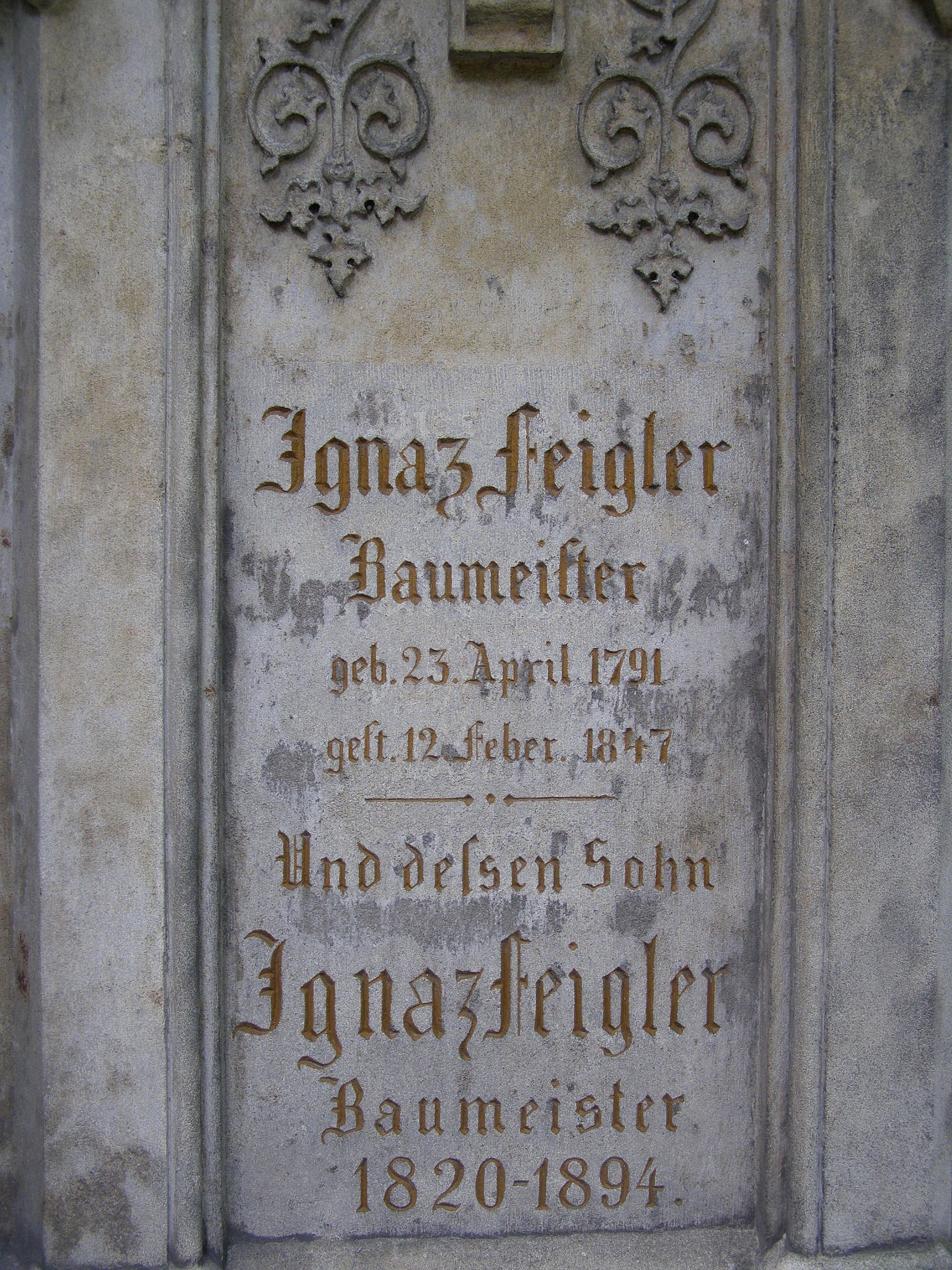
Grabplatte der Feiglers am Andreas-Friedhof zu Preßburg

Ignaz Feigler d. Ä. wurde in Preßburg in der elterlichen Wohnung am Schlossberg geboren. Ebenfalls wie sein Vater erlernte er zuerst das Maurerhandwerk. 1818 wurde er in die Maurerinnung aufgenommen und gleichzeitig erhielt er das Bürgerrecht der Stadt Preßburg. Die Ernennungsurkunde stammt vom 15. Dezember 1818. Die Praxis als Architekt eignete er sich in Wien an, wo er Schüler des bekannten Wiener klassizistischen Architekten Josef Kornhäusel wurde, der ihm entsprechenden Unterricht erteilte. Ignaz d. Ä. war ein guter Geschäftsmann, er verstand es den interessierten Bauherren neben den architektonischen Entwurf auch dessen Realisierung und Bauausführung anzubieten. Dieses Vorgehen sicherte ihm auch einen großen Kundenkreis. Er investierte (später auch mit seinen Söhnen) in ein Geschäft für Baumaterial, er kaufte kleinere Baufirmen auf und war Teilhaber auch an Steinmetzwerkstätten. Durch diese Verbindung wurde er nicht nur als Architekt, sondern auch als Bauunternehmer nicht nur in der Stadt Preßburg, sondern auch in dessen Umgebung bekannt.
Nach seinen Studien kehrte Ignaz d. Ä. nach Preßburg zurück und heiratete im Jahre 1820 Katharina Keckeis (* 31. Juli 1799, † 7. November 1868). Aus der Ehe gingen drei Söhne hervor:
- Ignaz (der Jüngere)
- Franz (der Jüngere)
- Karl

Ignaz Feigler d. Ä. starb am 12. Februar 1847 in Preßburg an Typhus. Er wurde im Andreas-Friedhof bestattet.

### Werke (Auswahl)
Ignaz Feigler d. Ä. war als Architekt und Baumeister vorwiegend in der Stadt Preßburg und dessen Umgebung tätig. Seine ersten Bauten weisen noch barocke Elemente auf, jedoch später baute er nahezu ausschließlich im Stil des Klassizismus.
Bedeutende Bauten:
- Die Kapelle im Tiefen Weg (abgerissen)
- Die Spitalkirche des Hl. Ladislaus
- Städtisches 'Lazarett'[1] auf der Donaugasse (abgerissen)
- Komitatshaus[2] am Komitatshauptplatz (heute sl. Župné námestie)
- Das 'Kernsche[3] Haus' auf der Promenade
- 1846 errichtete er den Turm des St. Martinsdoms im Stil der Romantik
- erstes Bahnhofsgebäude der Stadt[4] (1839–1840)
- außerdem schuf er eine Reihe von Bürgerhäusern auf verschiedenen Straßen der Stadt.
- zu seinen bedeutendsten Werken gehörte die Bauausführung des Schlosses von Karlburg, für welches die Pläne der Wiener Architekt Franz Beer[5] erstellt hatte. Ignaz Feigler d. Ä. führte im Auftrag des Grafen Emmanuel (Manó) Zichy de Ferraris (* 1808, † 1877) die Bauarbeiten aus. Die Grundsteinlegung erfolgte 1843. Dieses Bauwerk war der erste Bau im Stil der Neogotik im gesamten damaligen Königreich Ungarn.

## Ignaz Feigler der Jüngere
Ignaz Feiger der Jüngere (* 20. November 1820 in Preßburg, Königreich Ungarn, † 16. November 1894 ebd.)

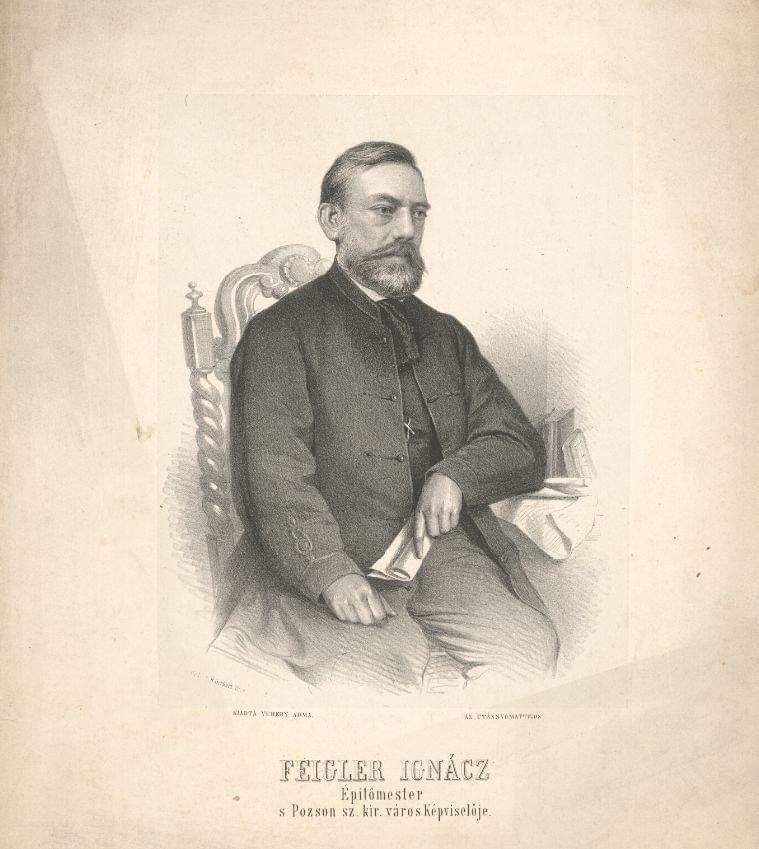
Ignaz Feigler d. J.

### Lebenslauf
Ignaz Feiger der Jüngere ist wohl der Bedeutendste unter den Architekten der Dynastie. Nach dem Abitur studierte er Architektur zuerst in Deutschland (München, Berlin), seine Studien schloss er an dem k.k. Polytechnisches Institut (aus welchem die Technische Universität hervorging) in Wien ab. Nach Abschluss gewann er einen Preis von Kaiser Franz Joseph, welcher ihm einen einjährigen Aufenthalt in Rom ermöglichte. Nachdem er Studienreisen durch Italien und Frankreich absolviert hatte, kehrte er nach Preßburg zurück um in der Firma seines Vaters mitzuarbeiten. Drei Jahrzehnte hindurch war er in Preßburg der erfolgreichste Architekt und Baumeister.  Im August 1850 heiratete er die Tochter eines Preßburger Geschäftsmannes und baute ein Haus auf der Nonnenbahn, wo er bis zu seinem Tod lebte. Seine Arbeiten kennzeichnen einen strengen symmetrischen Baustil; er war der bedeutendste Vertreter des Klassizismus in Preßburg. In den letzten Jahren beschäftigte er sich jedoch auch mit der Secession. Ignaz Feiger d. J. starb am 16. November 1894 in Preßburg und wurde im Andreas-Friedhof beigesetzt.

### Werke (Auswahl)
- Umbau des Gasthauses „Zum grünen Baum“ (das spätere Hotel Carlton)
- Das Palais des k.k. Statthalters Joseph von Nester[6] (1856)

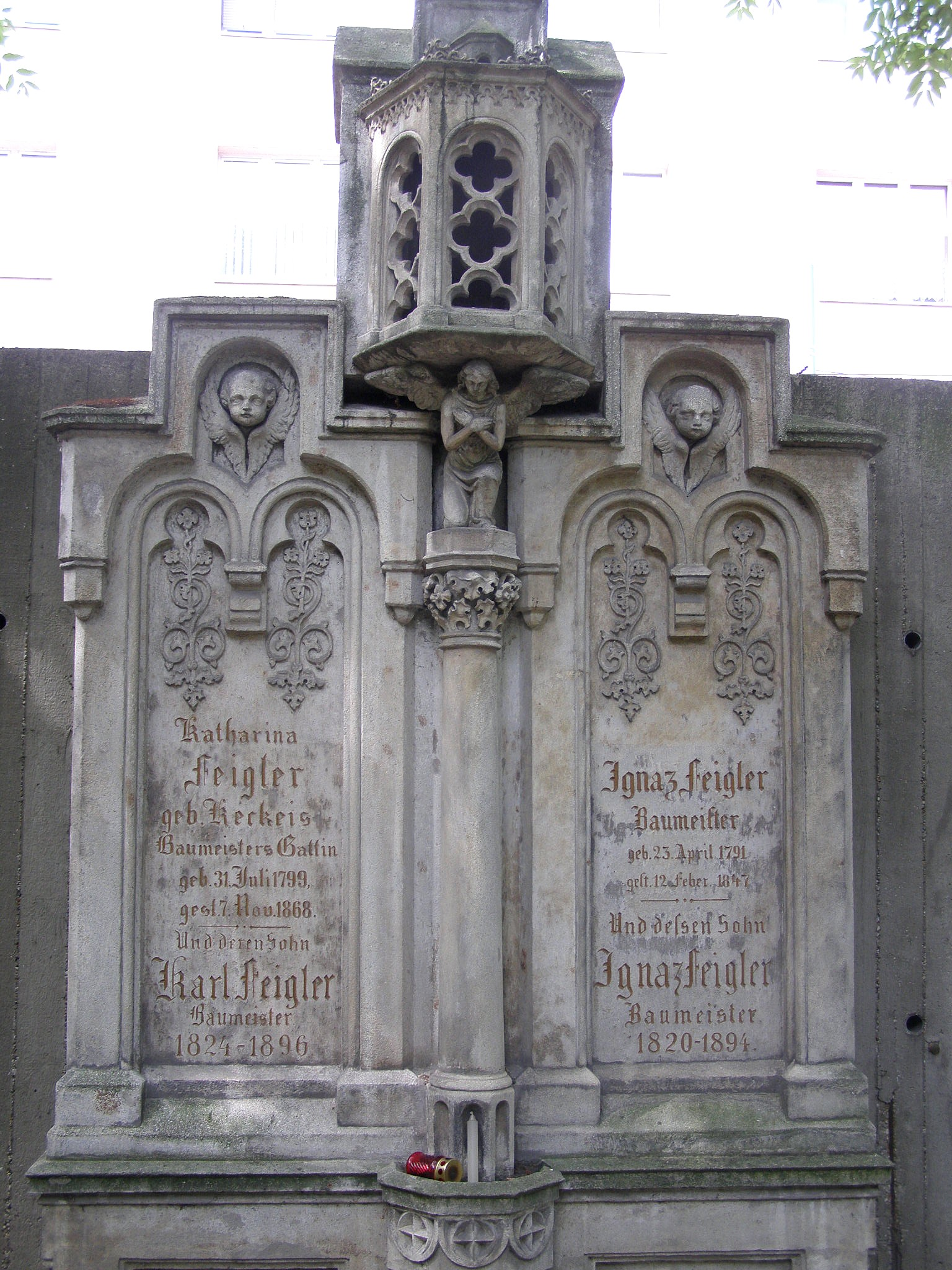
Grabstein der Familie Feigler am Andreas-Friedhof zu Preßburg

- Grabstein der Familie Feigler am Andreas-Friedhof zu PreßburgLandeskrankenhaus („Landesspital“) (1856–1864)
- Friedhofskapelle beim Andreas-Friedhof (1860)[7]
- Umbau der Hauptfassade der Kapuziner-Kirche des Hl. Stephan von Ungarn (1860)
- (die ehemalige) Aussegnungskapelle am Gaistor-Friedhof (1868)
- neues Bahnhofsgebäude für die „Westbahn“[8] (1871)
- Palais des Weinhändlers Jacob Palugyay (1873)
- Ausbau der Blumenthaler Kirche in Preßburg (1885 – 1888)
- Bauausführung des Städtischen Theaters (1886)
- Orthodoxe Israelitische Synagoge auf dem Schlossberg (in den 1960er Jahren abgerissen)
- Fabrikanlagen der ehem. Fabrik Alfred Nobel & Co.[9] (abgerissen)
- außerdem stammen zahlreiche Wohnhäuser der Innenstadt Preßburgs von ihm. Viele dieser Häuser wurden inzwischen nach dem Zweiten Weltkrieg abgerissen.

## Franz Feigler d. J.
Franz war der mittlere Sohn von Ignaz d. Ä. Er erlernte das Steinmetzhandwerk und arbeitete in seinem Beruf. Aus der Ehe mit Karoline Prantner gingen die Kinder Karoline, Pauline und Alexander hervor. Alexander Feigler (* 1856, † 1932) war das jüngste Mitglied in der Feigler Dynastie. Er studierte in München und Paris Architektur. Nach seiner Rückkehr nach Preßburg trat er in die Firma seines Onkels Ignaz Feigler d. J. ein, die er nach dessen Tode erbte und selbständig weiterführte.

## Karl Feigler
Karl Feigler (* 1824 in Preßburg, † 1896 ebd.)
Karl Feiger war der jüngste Bruder von Ignaz d. J. Er studierte ebenfalls Architektur und betätigte sich als Baumeister. Unabhängig von seinem Bruder, mit dem er sich nicht gut verstand, baute er eher bescheidene Häuser im romantischen Stil in den Vorstädten von Preßburg.

## Galerie

### Bauten von Ignaz Feigler d. Ä.

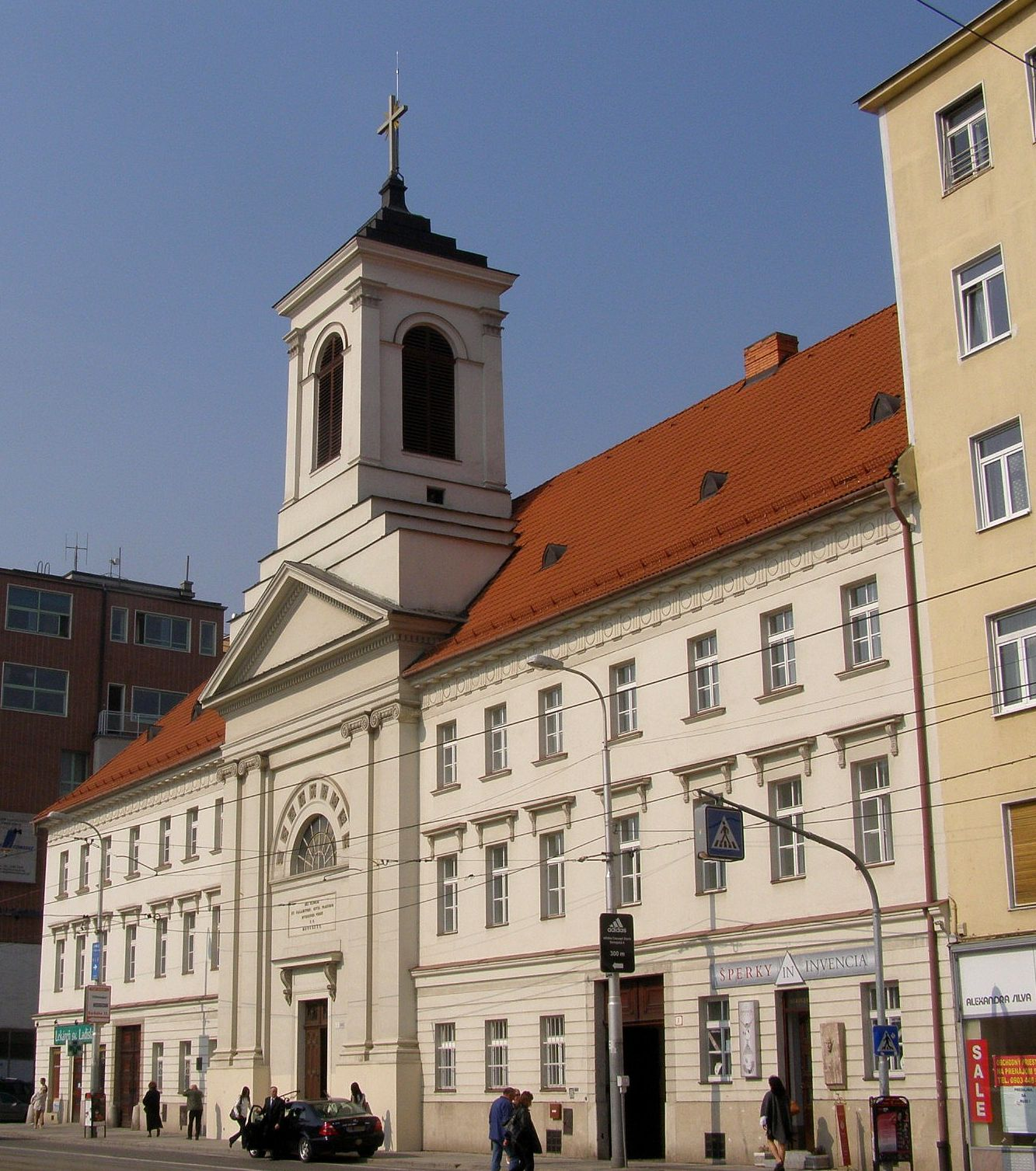
Spitalkirche des Hl. Ladislaus
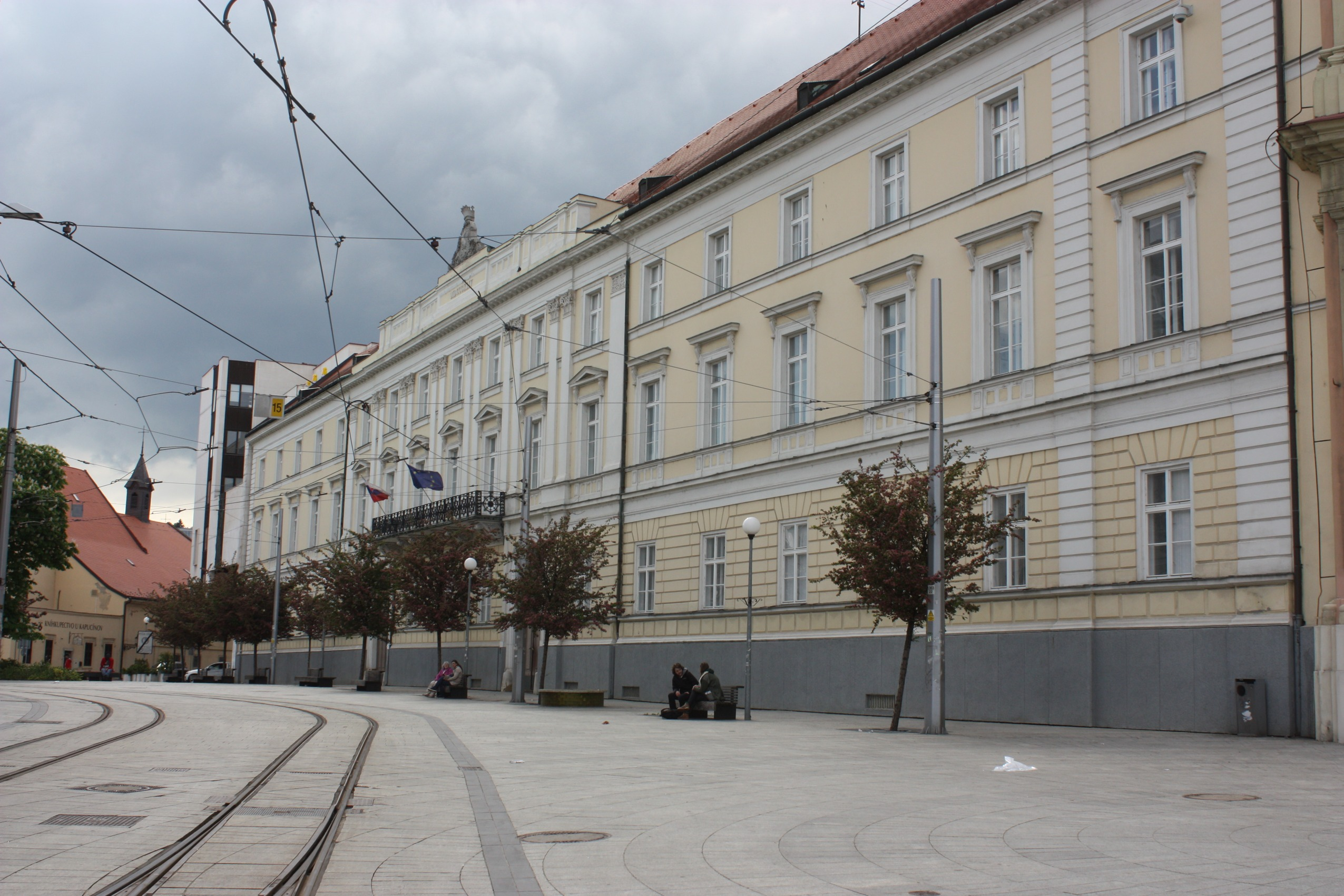
Ehemaliges Komitatshaus zu Preßburg
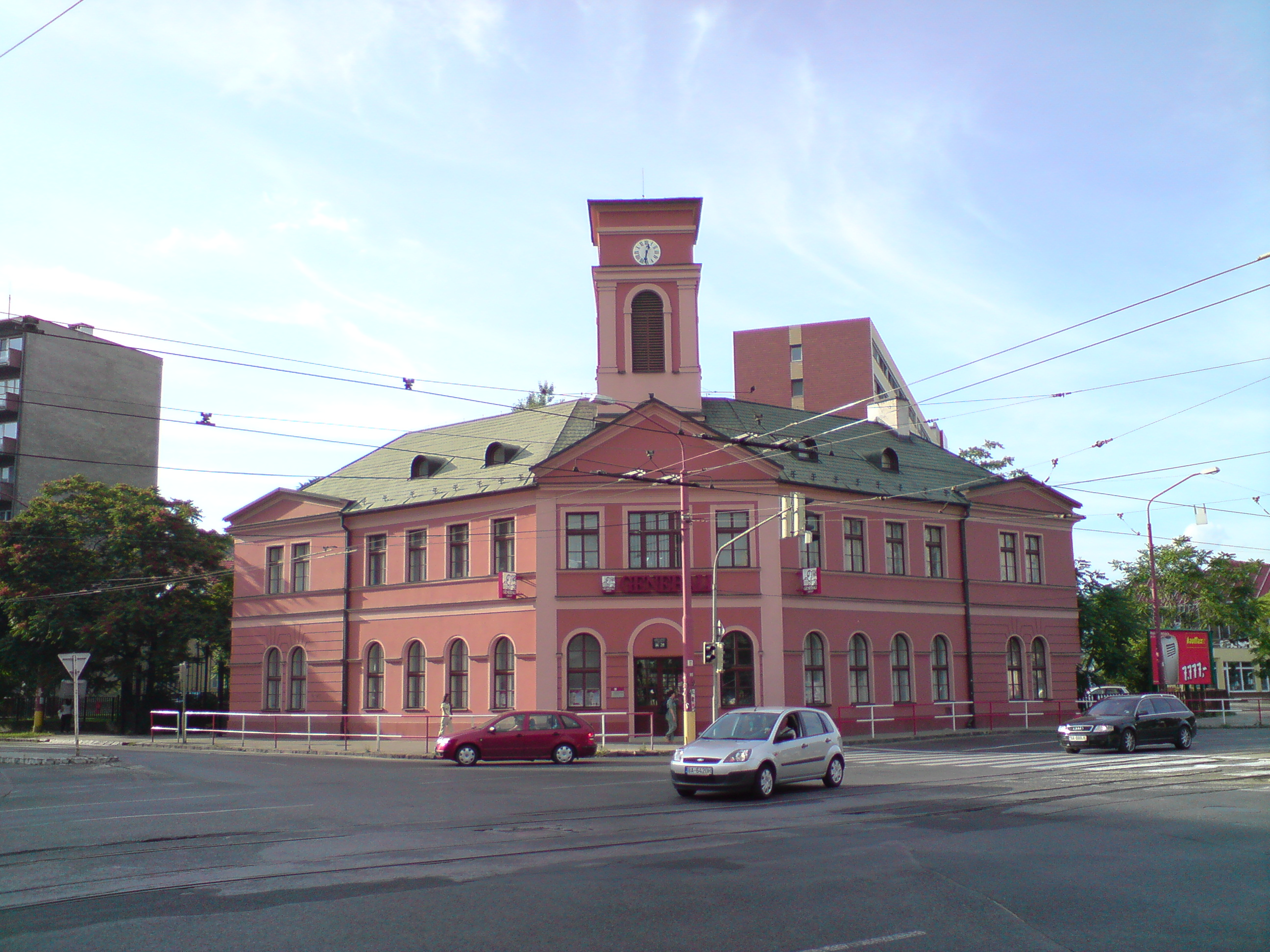
Alter Bahnhof der Pferdeeisenbahn (erbaut 1836–1840)
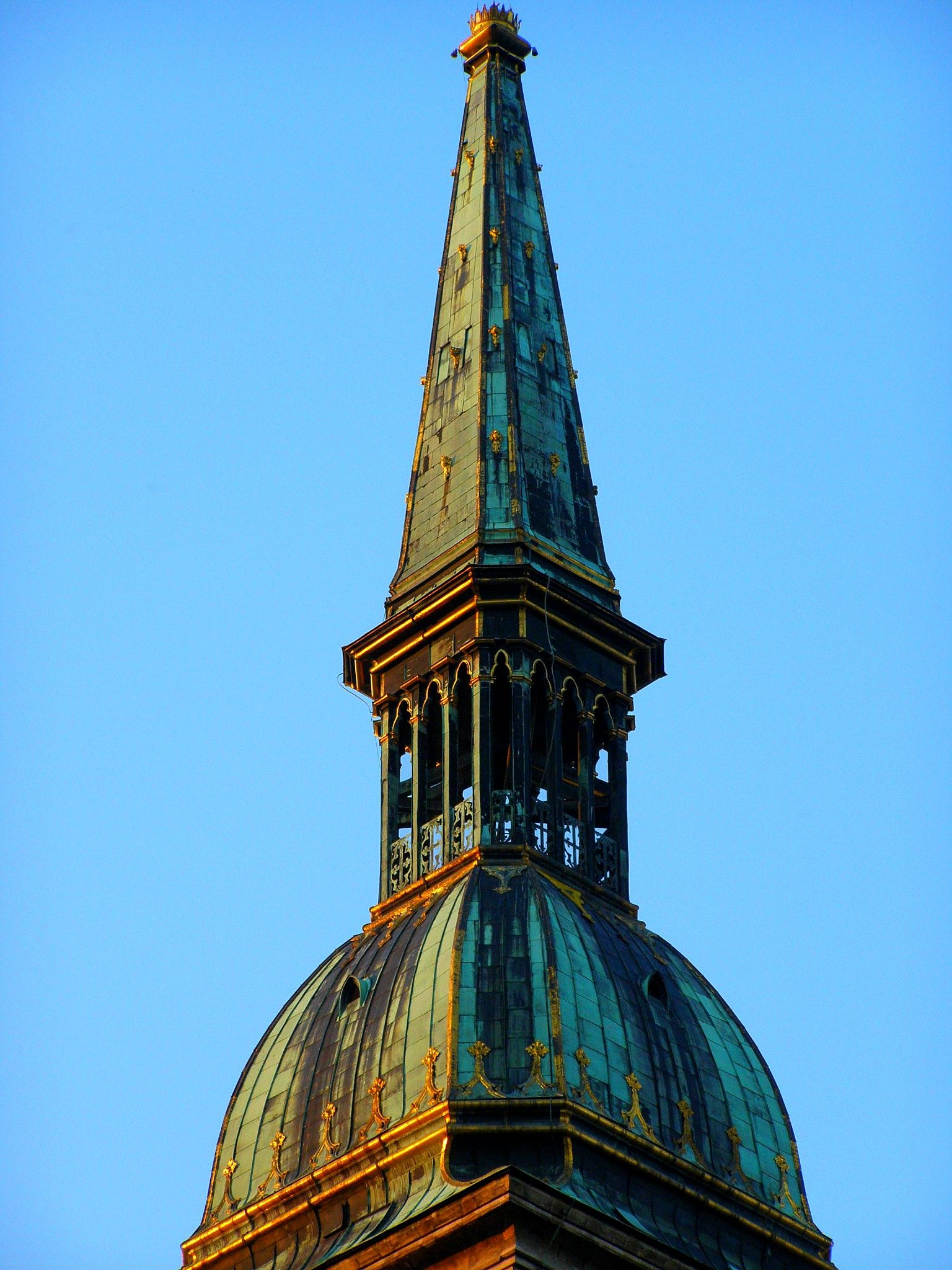
Turm des St. Martinsdoms (mit ungarischer Krone an der Turmspitze)
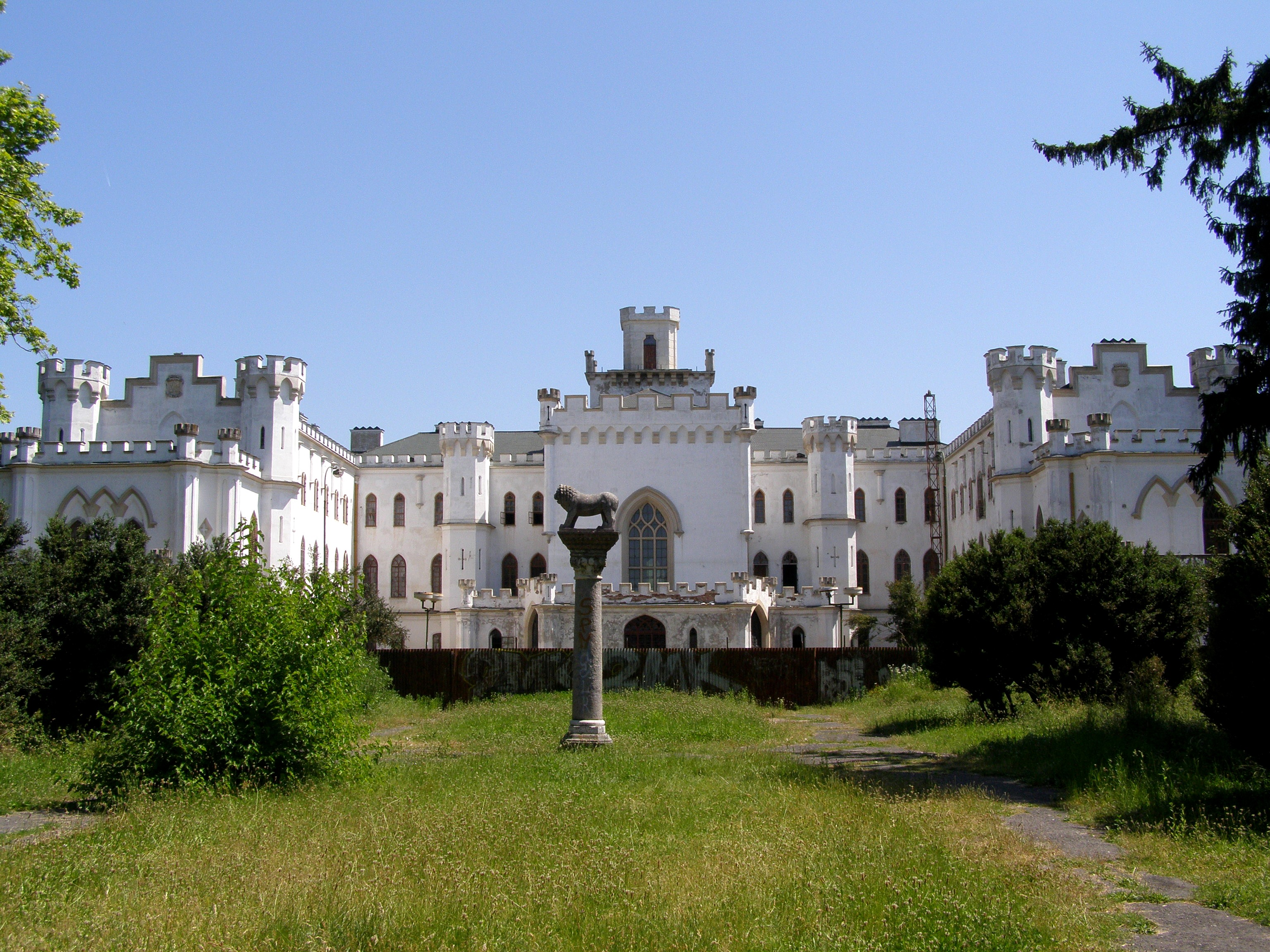
Schloss Karlburg (Bauausführung)
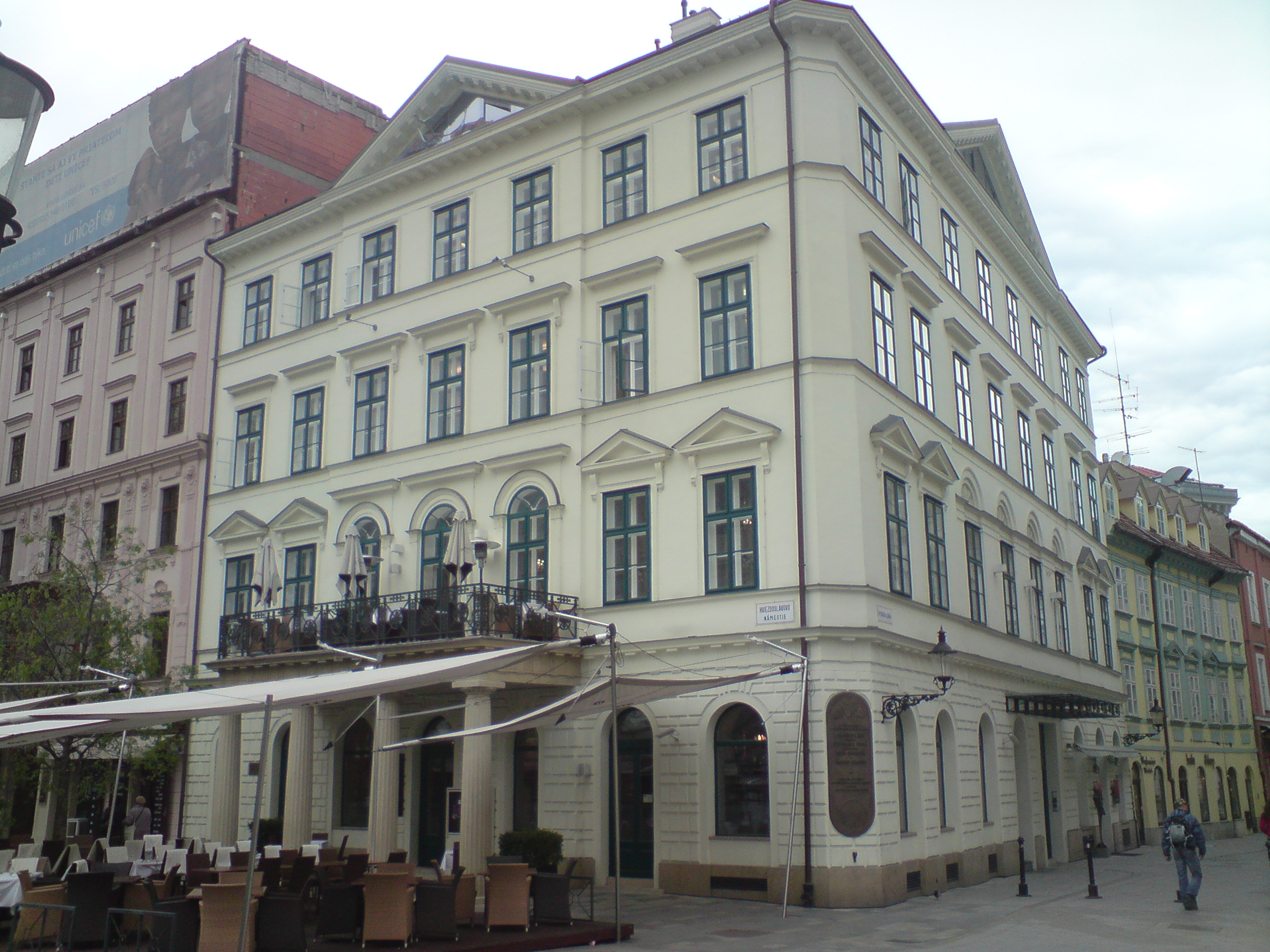
Das 'Kernsche Haus'
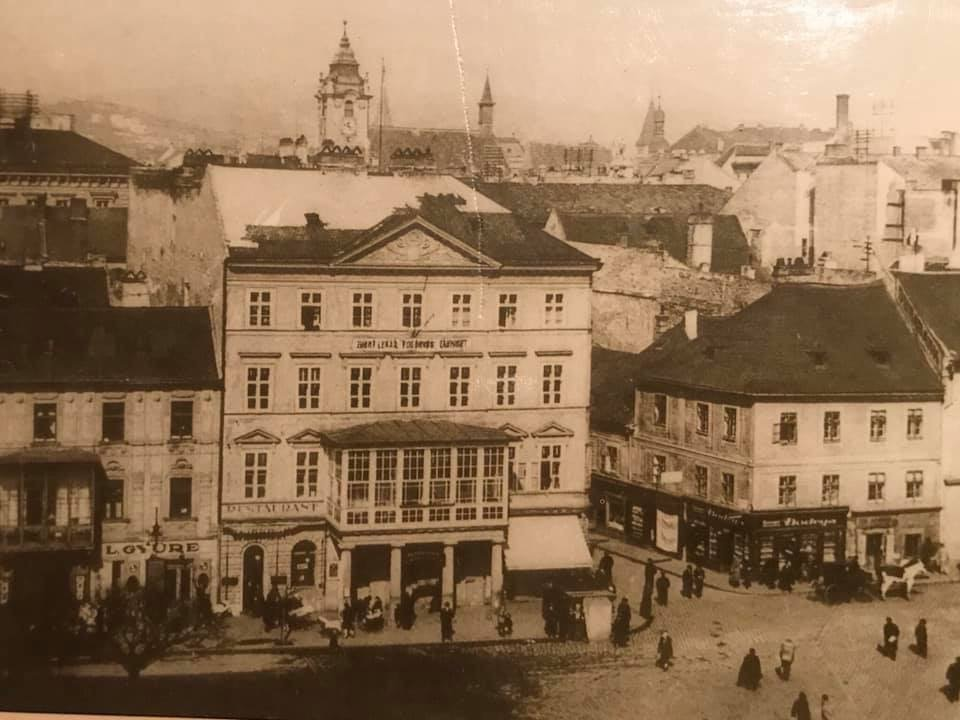
Das Kernsche Haus in Preßburg. Von Ignaz Feiger d. Ä. für Andreas Kern errichtet. Im Erdgeschoss befand sich das Restaurant „Zum Blumenstöckel“. (Historische Aufnahme um 1900)

### Bauten von Ignaz Feiger d. J.

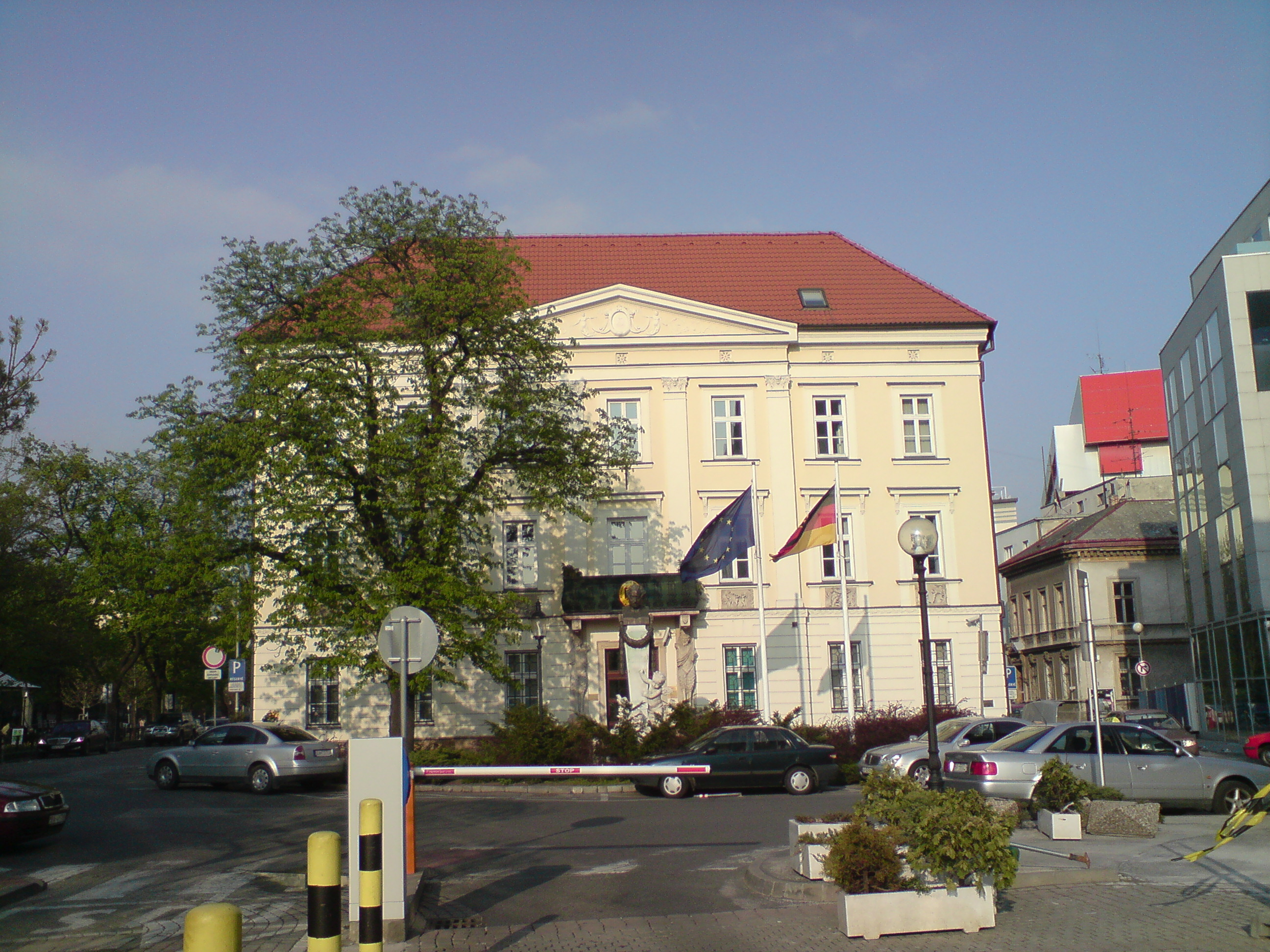
Palais Nester in Preßburg
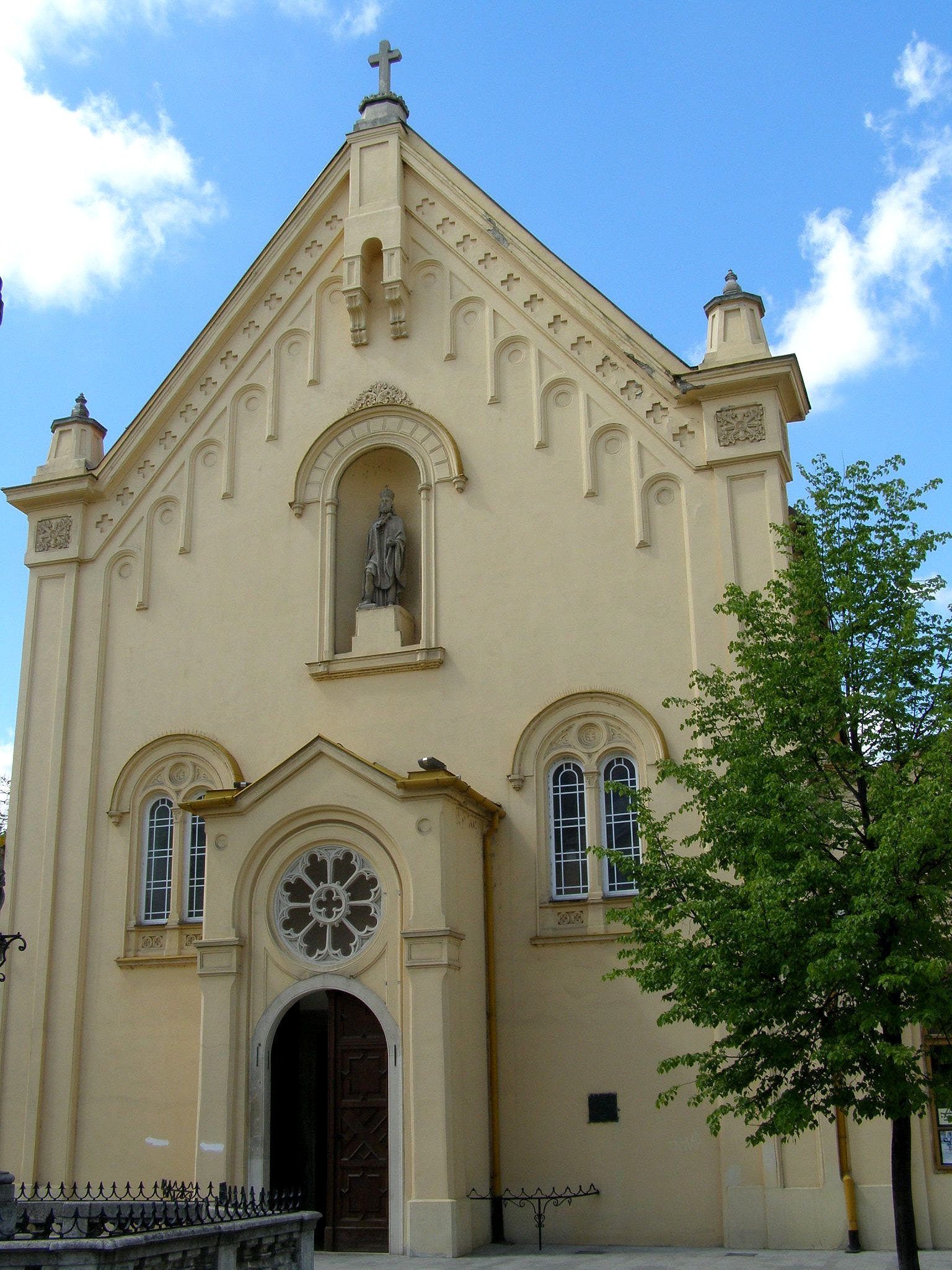
Hauptfassade der Kapuziner Kirche
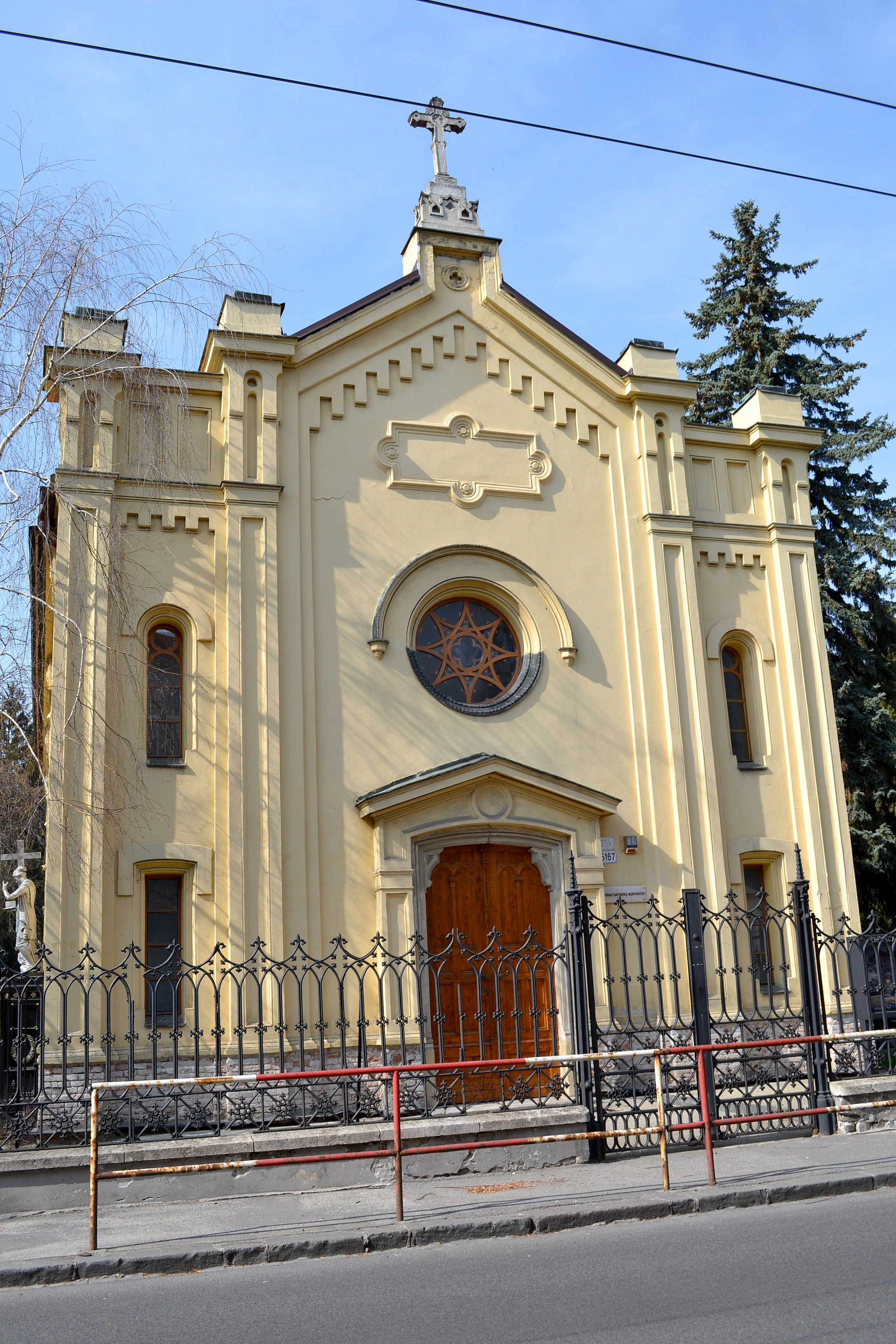
Die ehemalige Aussegnungkapelle am Gaistor-Friedhof
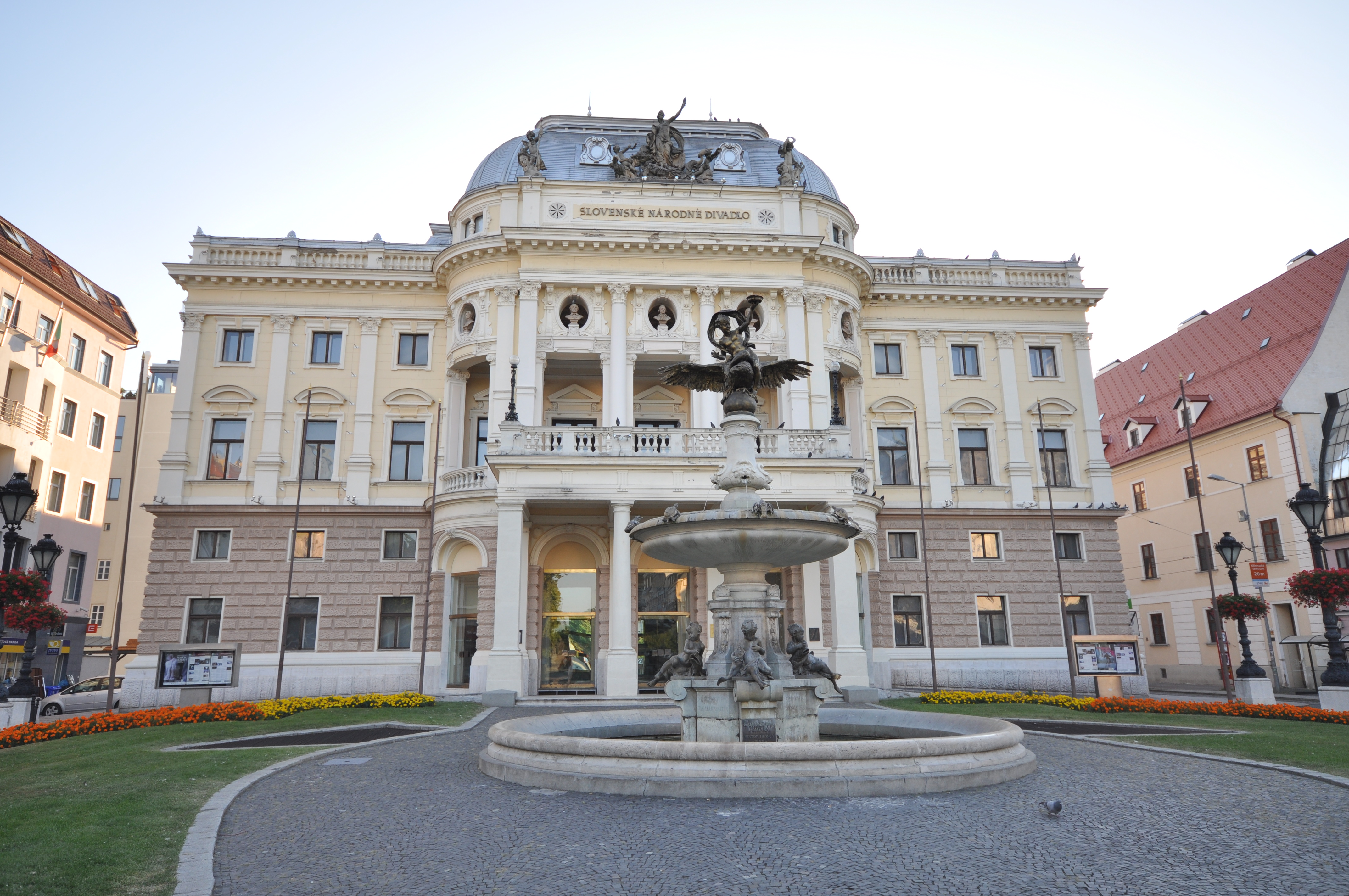
Stadttheater von Preßburg (Bauausführung 1886)
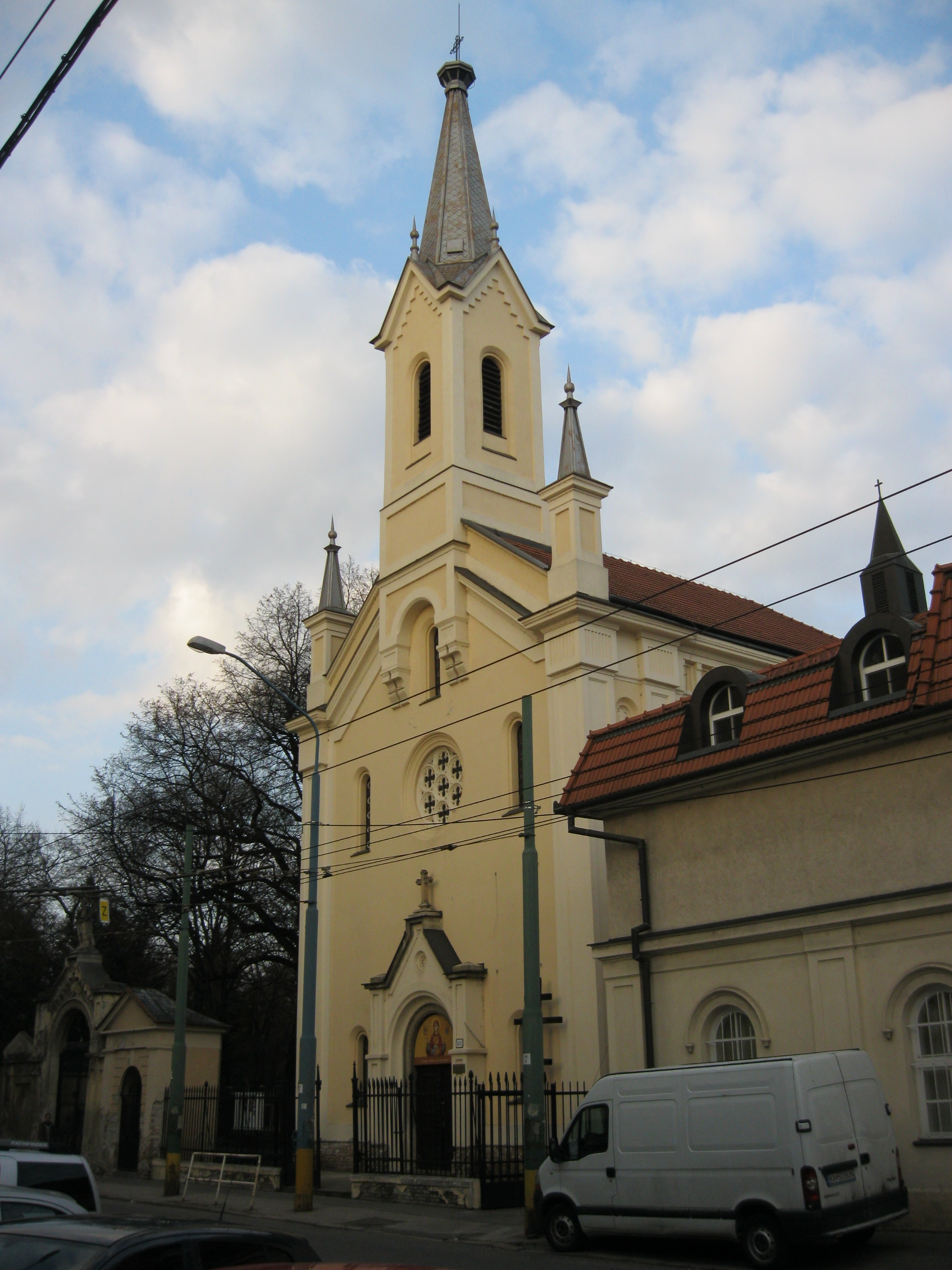
Ehemalige Friedhofskapelle beim Andreas-Friedhof
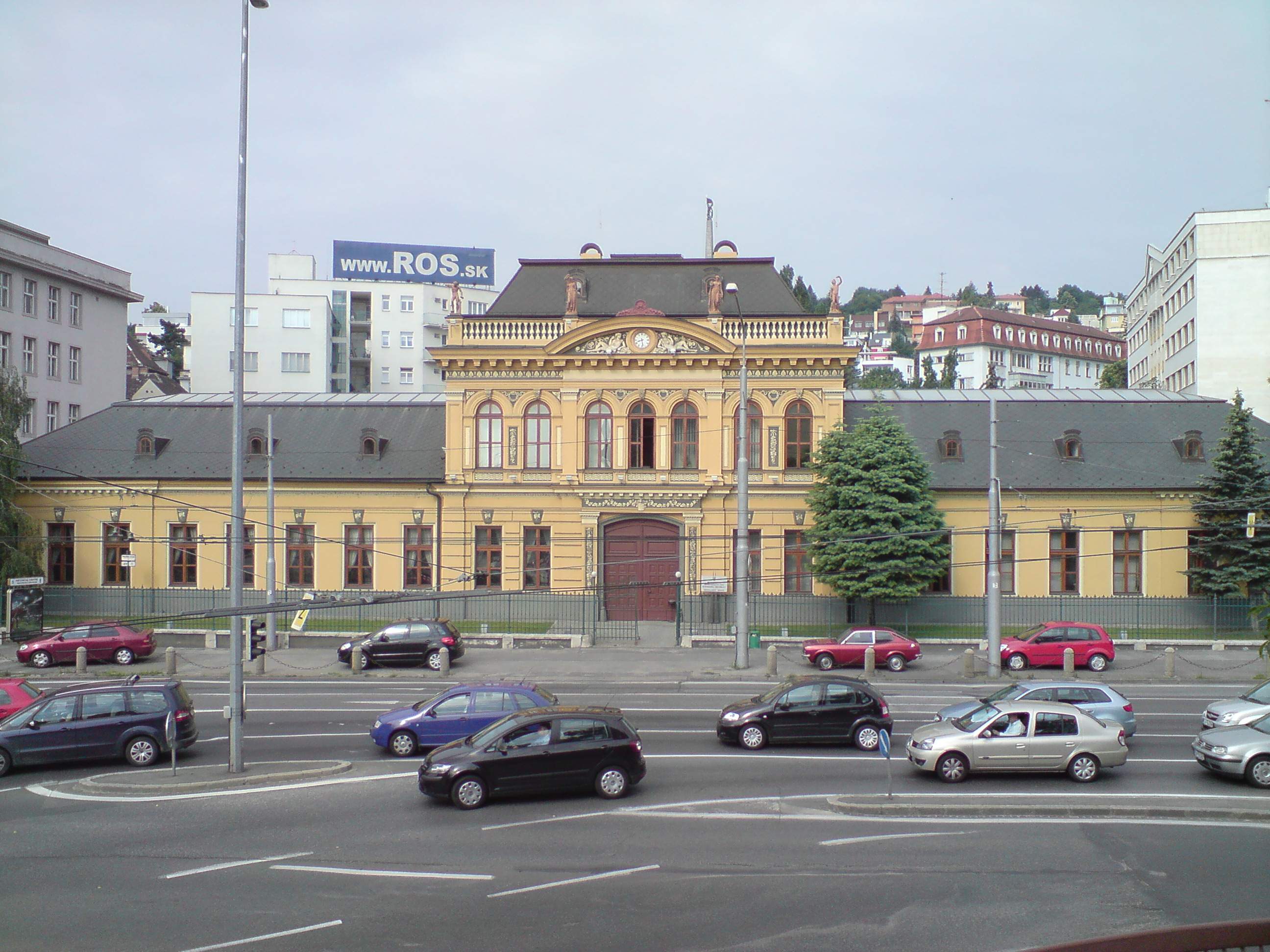
Das Palais des Preßburger Weinhändlers Jacob Palugyay
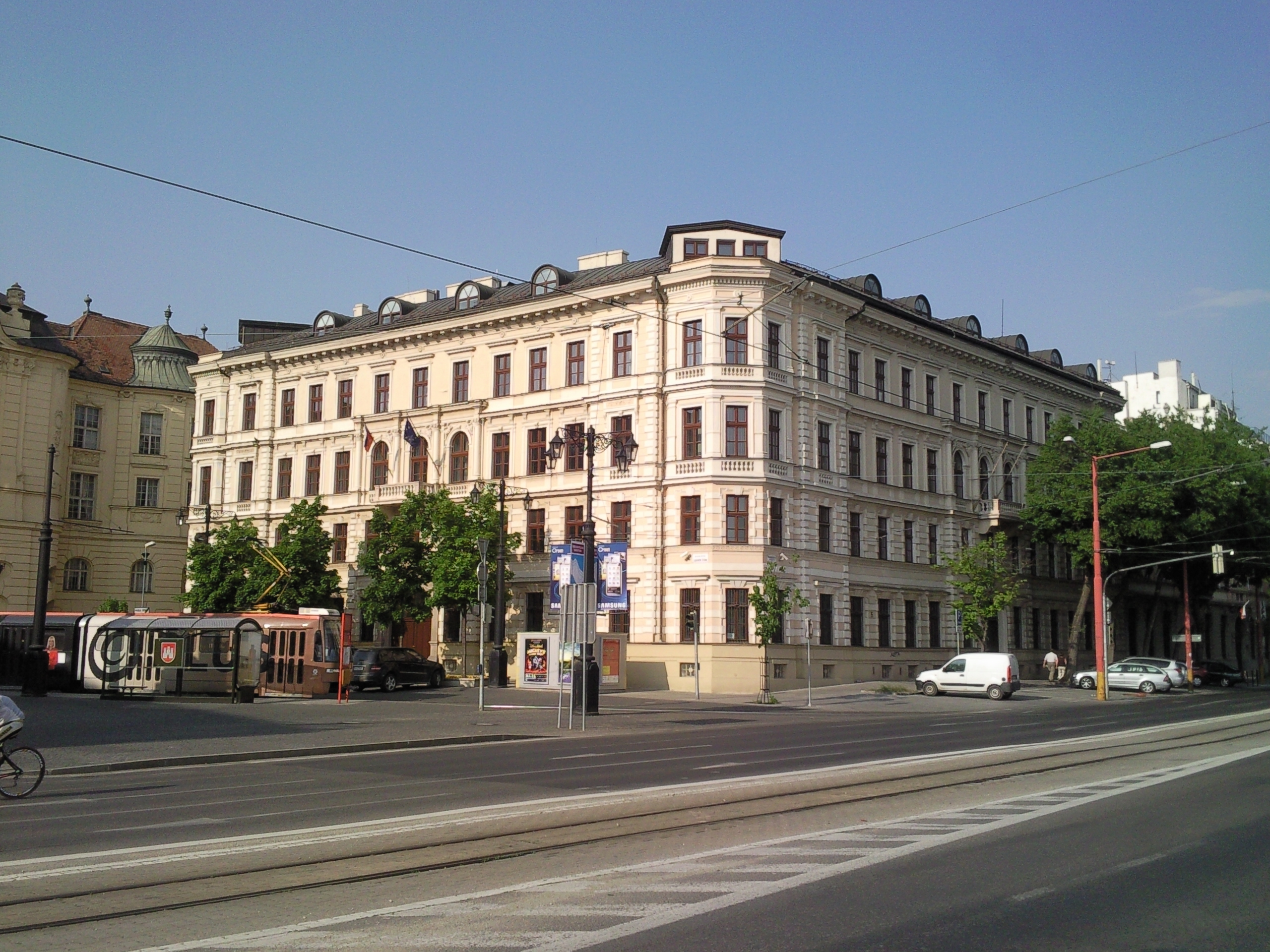
Lanfranconi Palais am Preßburger Krönungshügelplatz
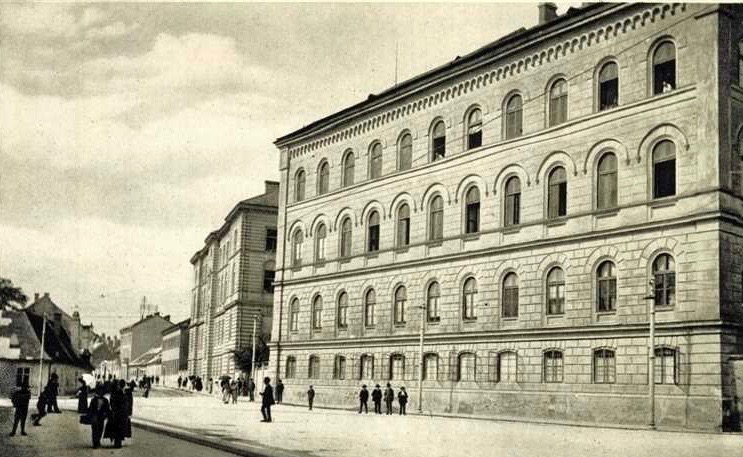
Landesspital in Preßburg (Seitenfassade), errichtet 1864